# Box Office Mojo
«Box Office Mojo» — вебсайт, що відстежує касові збори від кінопрокату. Брендон Грей запустив сайт в липні 1999 року.
Форум є досить популярним місцем для обговорення подробиць кінозборів, а також зборів деяких найбільш відомих відеоігор «Фентезійний бокс-офіс» (англ. Fantasy Box Office) і «Створи рік фільмів» (англ. Create A Year of Movies). Збір даних йде шляхом відстежування публікації зведених даних прокатниками; крім того, можна відстежувати й загальну тенденцію зборів фільму.
У липні 2008 року вебсайт був придбаний власниками Amazon.com через свій підрозділ IMDb.

## Box Office Mojo International
Міжнародний розділ охоплює щотижневі збори на території 50 країн і включає історію зборів ще трьох, так само як і надання інформації про результати зборів для окремих фільмів ще приблизно з 107 країн. На сайті також роблять і загальну статистику по зборах у вихідні, об'єднуючи усі результати зборів по всьому світу, виключаючи лише США і Канаду. Підсумкова статистика по зборах на даний момент ведеться для фільмів, що входять в 40 найкращих (англ. Top 40), а також ще приблизно для п'ятдесяти фільмів без рангування.
«Box Office Mojo International» також містить інформацію про заплановані до виходу фільми в Австралії, Чехії, Франції, Німеччині, Японії, Литві, Нідерландах, Норвегії, Україні, Росії і країнах СНД, Південній Кореї, Тайвані і Великій Британії. На сайті враховуються щорічні і позачасові особливості спостережуваних країн. «Box Office Mojo» за станом на червень 2009 року надає обмежені дані по зарубіжних країнах і працює над поліпшеннями.

## Припинення роботи
З 10 жовтня 2014 року сайт перестав працювати, а запити переадресовувалися на сторінку касових зборів IMDb; не було відомо, чи сайт був поглинутий чи тимчасово призупинив свою діяльність. Проте наступного дня, 11 жовтня 2014 року робота сайту без будь-яких пояснень відновилась.